# Oreodera magnifica
Oreodera magnifica là một loài bọ cánh cứng trong họ Cerambycidae.